# Chevrolet Nomad
«Chevrolet Nomad» — легковий автомобіль з кузовом «універсал», який був розроблений і вироблявся Chevrolet з 1955 по 1961 і з 1968 по 1972 рік. Також, в 1970—1980-х роках з індексом Nomad випускався вантажопасажирський фургон Chevrolet Van. Широко відомою стала модифікація двох-дверного універсала 1955—1957 років.

## Історія
Двох-дверний Nomad мав незвичайний зовнішній вигляд, нагадував седан, який відрізняв його від інших подібних автомобілів тієї епохи. Pontiac також випускав подібну копію Nomad під назвою Pontiac Safari.
Унікальний дизайн Nomad базується на однойменному шоу-каре, зібраному на вузлах Chevrolet і представленому на General Motors Motorama в 1954 році. Дизайнер Харлі Ерл (англ. Harley Earl) представив Nomad, як «автомобіль мрії».
GM утвердив виробництво Nomad, так як вважав, що вони зможуть продати більше машин, подібних на популярний Chevrolet Bel Air.

### 1955—1957

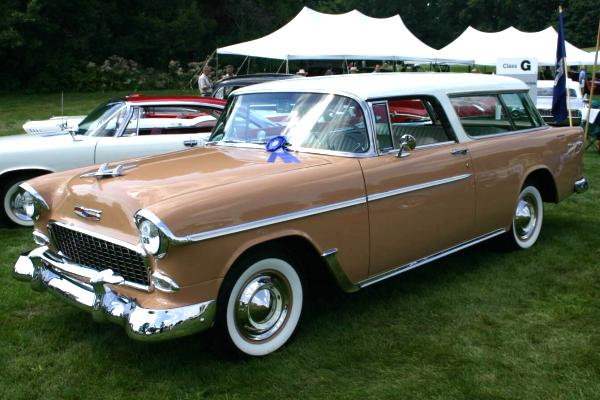
Модель 1955 року

В 1955 році всі Chevrolet отримали повністю новий, сучасний дизайн. Nomad і Bel Air мали килимове оздоблення салону, «ікла» на бамперах, хромовані молдинги і колеса. Тогочасний двигун V8, робочим об'ємом 4343 см ³ з верхнім розміщенням клапанів стиску був настільки вдалим, що залишався у виробництві ще на декілька десятиліть, з незначними змінами. Базовий V8 мав потужність 180 к. с. (130 кВт), пізніше був доданий комплект «Super Power Pack» з вищим ступенем стиску і додатковими 15 к. с.

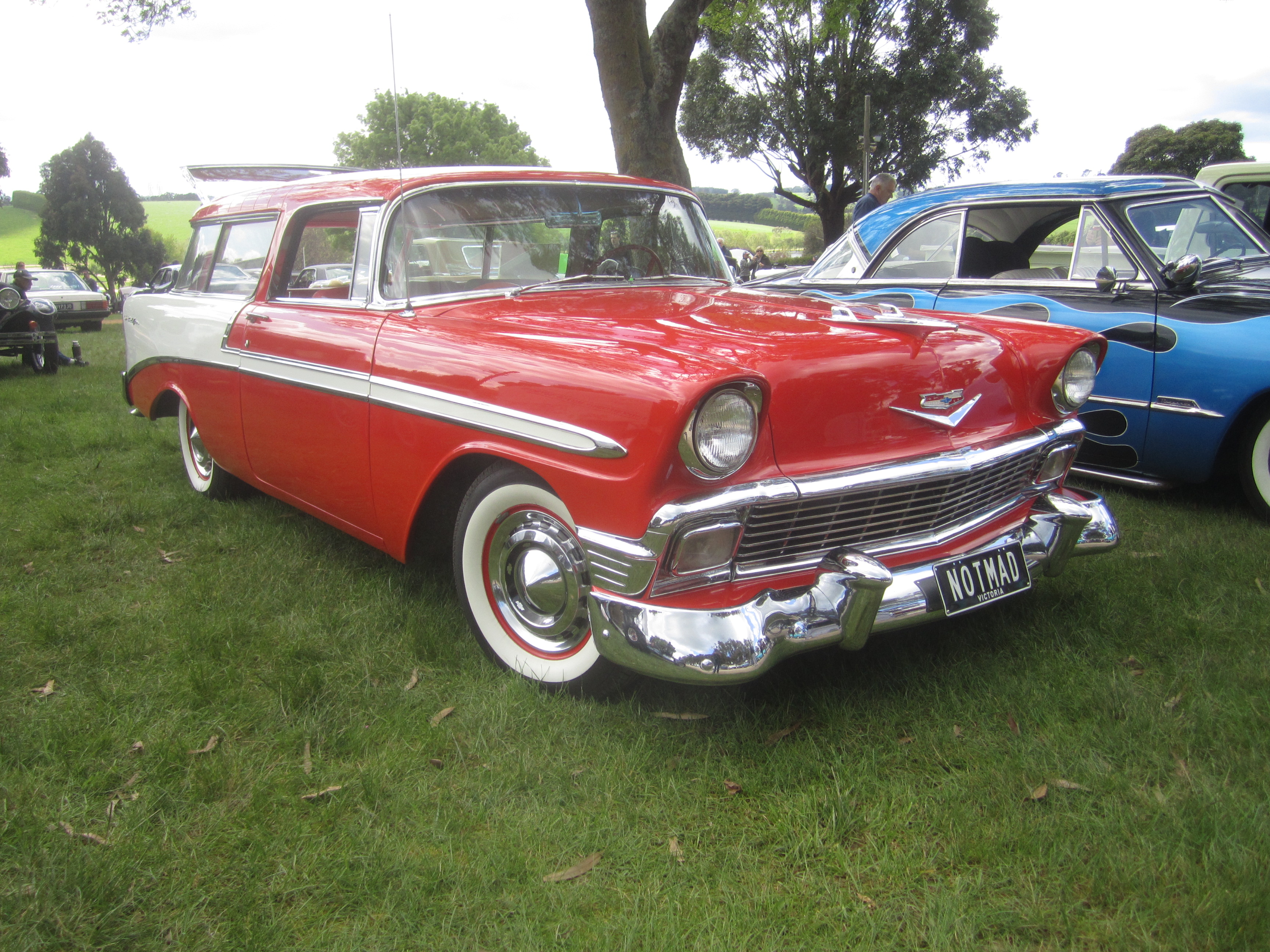
Модель 1956 року

В 1956 році в зовнішнє оформлення Chevrolet внесені невеликі зміни. Так, була змінена радіаторна решітка, оздоблення салону стало аналогічним Bel Air, почали встановлюватися ремені безпеки, відкидний задній ліхтар і «м'яка» панель приладів, кришка бензобаку тепер розміщалась з лівої сторони.

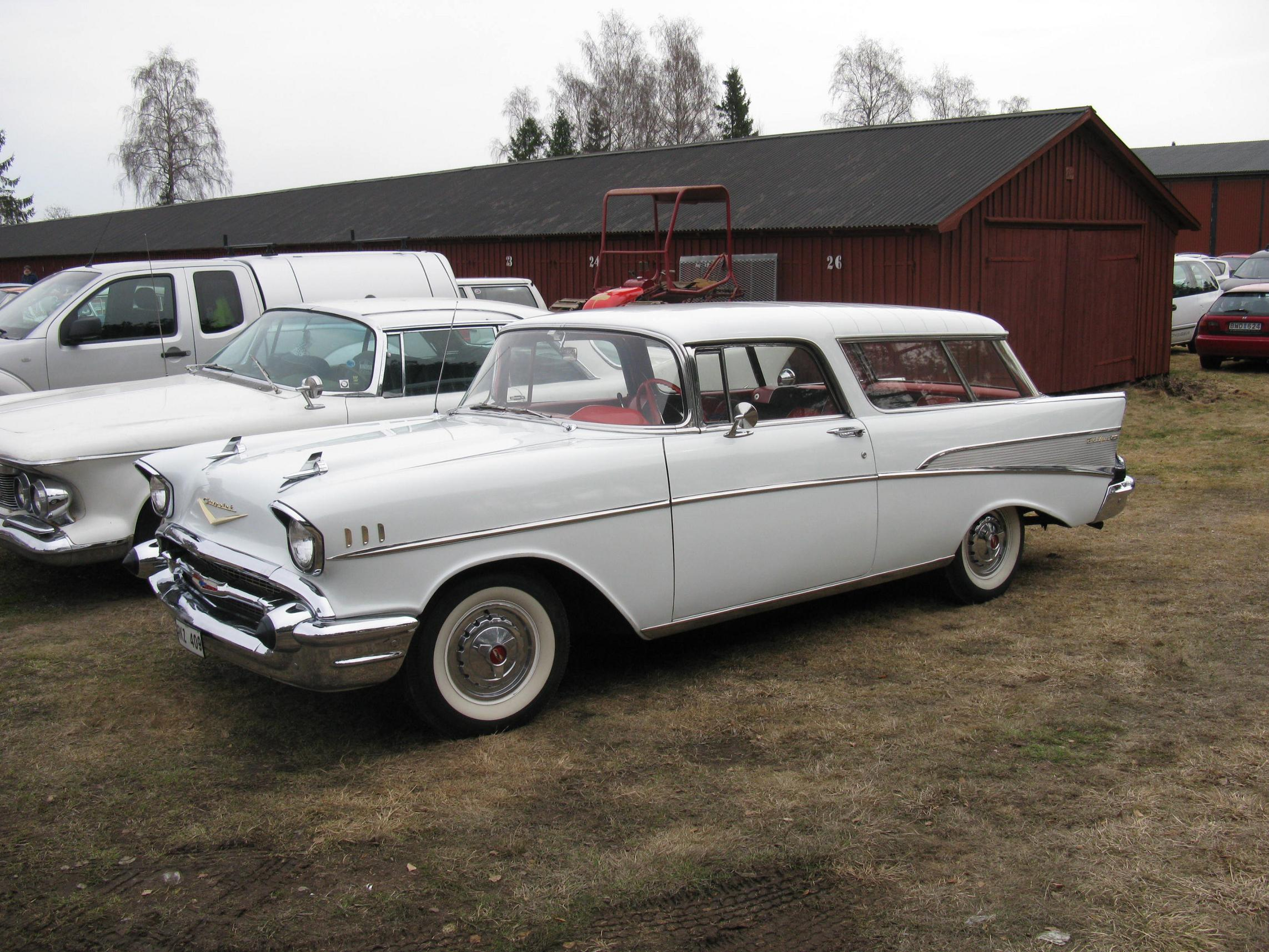
Модель 1957 року

В 1957 році об'єм двигуна виріс до 4638 см ³. Разом з опцією «Super Turbo Fire V8», потужність двигуна з впорскуванням палива склала 283 к. с. (211 кВт). Ці автомобілі зустрічаються досить рідко, через те, що більшість машин були обладнані карбюраторними двигунами. General Motors припинила в кінці 1957 року випуск Nomad Sport Wagon через низькі продажі і оновлення модельного ряду.

### 1958—1961

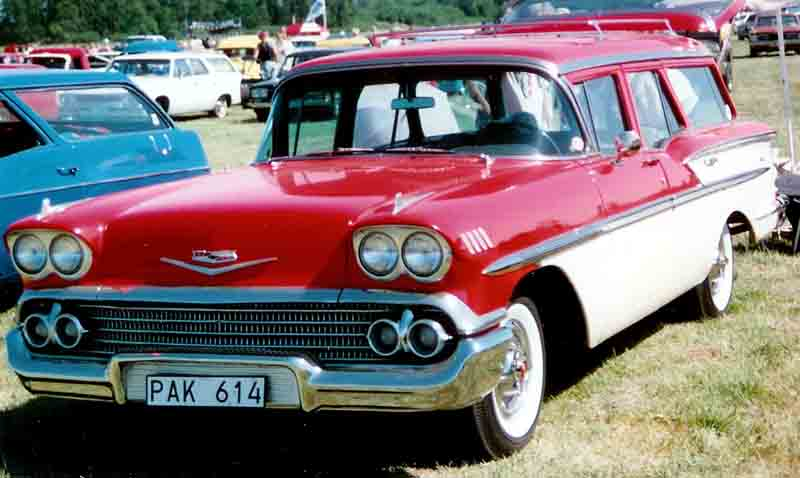
Модель 1958 року

В 1958 році переніс найменування «Nomad» для серії універсалів, заснованих на 4-дверних седанах Bel Air. Поряд з Nomad знаходились такі модифікації, як Chevrolet Biscayne і Chevrolet Brookwood. Це єдина 4-дверна модифікація Bel Air.
В 1959 році Nomad став належати до серії Chevrolet Impala. Nomad вміщав шістьох пасажирів. Іншими універсалами Chevrolet в 1959 році стали 4-дверний Kingswood (9 пасажирів), 4-дверний Parkwood (6 пасажирів), 2 і 4-дверний Brookwood (обидва — на 6 пасажирів). 2-дверний Brookwood послужив основою для Chevrolet El Camino — на відміну від нього El Camino міг бути виконаний в кількох різних комплектаціях.

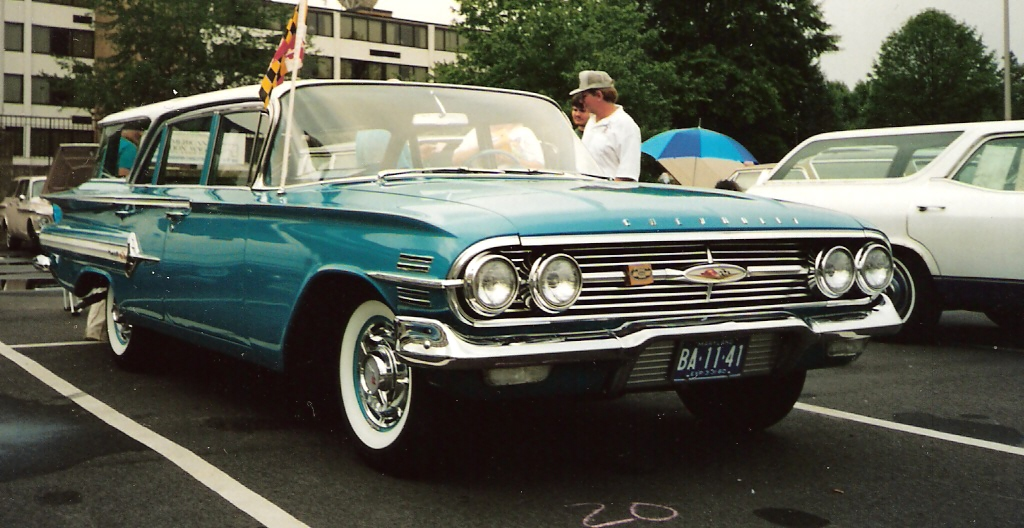
Модель 1960 року

В 1960 році дизайн 4-дверного Nomad був переглянутий на користь більш класичного стилю. Тоді ж Kingswood, 2-дверний Brookwood і El Camino були зняті з виробництва.
В 1961 році всі повнорозмірні Chevrolet пройшли рестайлинг на основі GM B platform. Новий стиль був більш акуратним і «квадратним», ніж в моделей 1958—1960 років. Індекс Nomad продовжував використовуватись до кінця 1961 року; з наступного року всі універсали отримали індекси седанів.

### 1968—1972
Між 1968 і 1972 роками найменування Nomad і Nomad Custom застосовувались до найдешевшої модифікації 4-дверного універсала Chevelle, який коштував менше, ніж Chevelle Greenbrier, Chevelle Concourse, Chevelle Concourse Estate.
В 1968 році Chevelle отримав кузов в новому стилі «пляшки Коки» (хоча у внутрішньозаводській документації продовжував фігурувати під числом 817). Згідно з новим Федеральному стандарту безпеки, всі автомобілі оснащувались боковими ліхтарями на кожному крилі й ременями безпеки. Механічна трансмісія Air Injection Reactor (A.I.R) створювала додаткові складності під капотом.

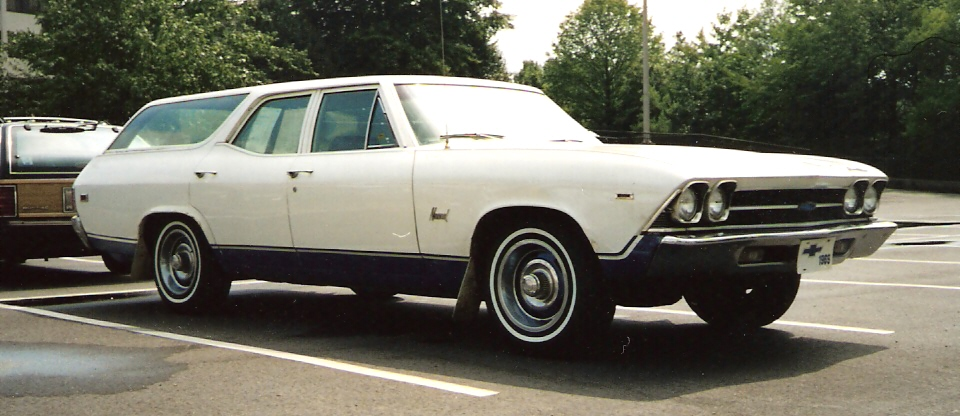
Модель 1969 року

В 1969 році лінійка Chevelle знову отримала унікальні імена для своїх універсалів. На всі автомобілі встановлювались підголівники.
В 1970 році Chevelle Nomad підверглась черговому рестайлингу — передні фари поміщались в окремі хромовані комірки, задня панель обрамлялась інтегрованим з кузовом бампером.
В 1971 році всі Chevelle отримують нові круглі фари замість квадратних. GM поручає всім своїм дочірнім фірмам проектування двигунів з низькооктановим і неетилованим бензином через загострення заходів з обмеження шкідливих викидів, тому всі нові двигуни мали більш низький ступінь стиску.
В 1972 році випущений останній універсал Nomad разом із закінченням виробництва серії Chevelle.
Chevy Van Nomad
В кінці 1970-х і початку 1980-х років індекс «Nomad» мав вантажопасажирський п'ятимісний фургон Chevrolet Van.
В 1964—1965 роках Chevrolet випустив 2-дверний універсал Chevelle 300, подібний на Nomad 1955—1957 років.

## Концепт-кари
Найперший випущений в 1954 році й продемонстрований на General Motors Motorama.
В 1999 році випущений концепт-кар, який базувався на GM F platform (Camaro) з двигуном V8.
Ще один концепт-кар був створений в 2004 році. Заснований на GM Kappa platform, він нагадував оригінальний Nomad 1954 року.
В 2009 року фірмою Superior Glass Works, яка спеціалізується на випуску скловолоконних макетів автомобілів в натуральну величину був створений значно осучаснений «Sports Wagon», який використовував деталі шасі Corvette C5.